# Тотальний театр
Тотальний театр (нім. Gesamtkunstwerk; Totaltheater) — театральний твір, який поєднує кілька видів мистецтва: музику, живопис, літературу і т. д. для створення єдиного, тотального, гармонійного сприйняття. Походить від ідеї Ріхарда Вагнера Gesamtkunstwerk («сукупний твір мистецтва») 1850-х років.

## Розвиток
Першою спробою втілення цього естетичного ідеалу був Байройтський театр, збудований у 1870-х за проектом Вагнера для виконання його опер. Втілити Gesamtkunstwerk намагалися архітектори Баугаузу в 1920-х, які чи не вперше використали термін «тотальний театр», який мав стати «художнім твором, органічною системою зв'язків між світлом, простором, поверхнею, рухом, звуком і людиною…». Проект театру цього закладу використав нові технічні винаходи та експерименти — сферичний простір для глядачів, яких оточували звуками, запахами, рухами й кінопроєкцією.
Концепція тотального сприйняття була важлива в творах символістів.
У другій половині ХХ ст. до ідеї тотального театру повернувся Жан-Луї Барро, який упродовж 1958—1968 рр. очолював паризький театр «Одеон». Барро включив у свій театр кіно, музику, балет, філософію і тотальний експеримент. У 1960-х роках словосполучення «тотальний театр» і «тотальне мистецтво» застосовували до представників модерністських течій, які здійснюють свої виступи із використанням усіх наявних художніх засобів для створення спектаклю. Знаним представником ідей модернізму й тотального театру став Жан Кокто.
У 1970-х «тотальним» починають називати театр, який тікає від диктату режисера, шукає самобутній, новий ключ до драматичного твору. Теоретично цю проблему сформулював Георгій Товстоногов, який зосередився на способі відбору запропонованих обставин, продиктованого естетикою конкретного драматурга. Цим самим шляхом ішли Пітер Брук (Англія) і Джоржо Стрелер (Італія). У п'єсах вони шукали новий, неповторний спосіб відбору запропонованих обставин, котрі задав драматург. Таким чином, театр оперував усіма засобами сценічної виразності, показував динамізм, охоплював різні театральні системи, форми і жанри.